# مارسيل بيلانجر
مارسيل بيلانجر هو اقتصادي كندي، ولد في 2 يونيو 1920 في ديشايون سور سان لوران في كندا، وتوفي في 2 مايو 2013.